# Floren Delbene
Floren Delbene, seudónimo de Florentino Delbene (Buenos Aires, 29 de septiembre de  1898-Buenos Aires, 17 de abril de 1978), fue un actor de cine y televisión argentino. Hijo del dueño de Jabón Federal.

## Carrera
Hijo del mítico empresario Don Pascual Luis Florentino Delbene, se crio junto a sus hermanos (Sara, Alfredo, Emilio y Mario) en la Capital Federal, y desde chico sintió la atracción por la actuación.
Actor de primera línea, Floren Delbene supo plasmar en la pantalla grande durante la época de oro del cine argentino su gran talento a la hora de actuar. Fue considerado como el galán de las cancionistas, ya que siempre le tocó compartir cartel con estrellas como Libertad Lamarque, Mercedes Simone, María Turgenova, Amanda Ledesma y Tita Merello, entre otras.
Comenzó sus primeros films con el nombre de Florentino Delbene pero inconveniente en el diseño de un afiche realizado por Luis José Moglia Barth terminó dándole el nombre con el que quedaría en la historia del cine nacional (y en su propia familia).
Comenzó en la época del cine mudo con la película El lobo de la ribera (1926) y en el sonoro se inició con Muñequitas porteñas (1931).
Trabajó con su entonces pareja Herminia Franco en Radio Prieto (1938) y luego lo hizo en Radio Belgrano, presentando varios radioteatros.
En teatro en 1927 dirige un grupo teatral conformado por Mario Delbene, Emilio Delbene, Tita Toro, el Sr. Mármol, y Arquímedes Villamonte Rodríguez, entre otros. En 1946 fundó la "Compañía de Comedias Floren Delbene" con la que haría varias representaciones por el país.
Además de ser el primer galán de la pantalla local, fue un hábil empresario, ya que en el año 1917 se asocia a Domingo Masiello con quien compra la esquina de Av. Campana (hoy Crovara) y Av. Circunvalación (hoy General Paz) en donde construyen las nuevas instalaciones de su empresa. En el año 1919 ya sin socio la empresa liderada por él y sus hijos comienza a crecer paulatinamente. En 1921 un empleado de la firma, el Sr. Vito Donato Sabia, encargado de la venta de sebo, es convocado por este para asociarlo a la empresa. Desde este momento la empresa queda liderada por los hijos de Floren y Vito Donato Sabia, con quienes nace la fábrica de sebo y jabón “La Nacional” de Delbene Hnos. y Cia. Una de sus marcas hizo famoso al producto: Jabón Federal.
Murió el lunes 17 de abril de 1978 exactamente el mismo día que Floreal Ruiz, un notable cantante de tangos argentino. Sus restos descansan en el Panteón de la Asociación Argentina de Actores del Cementerio de la Chacarita.

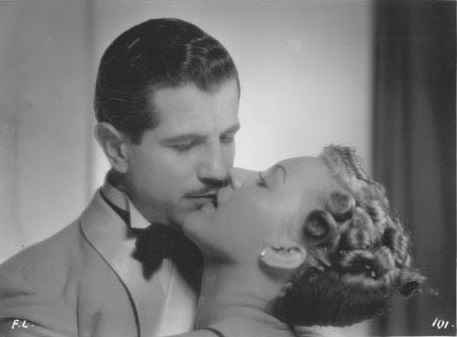
Floren Delbene con Mary Parets en la película Ambición (1938).

## Filmografía
Actor
- Los ratones (1998) (Filmada en 1965)
- Los debutantes en el amor (1969)
- Kuma Ching o Aventura en Hong Kong (1969)
- Esquiú, una luz en el sendero (1965)
- La calesita (1963)
- Pesadilla (1963)
- Alias Flequillo (1963) ... Comisario Inspector Andrada
- Delito (1962)
- La patota o Ultraje (1961)
- Buenas noches, mi amor (1961)
- Cerro Guanaco (1959)
- Isla brava (1958)
- Los maridos de mamá (1956)
- Lo que le pasó a Reynoso (1955) ... Reynoso
- La edad del amor (1954)
- El último cowboy (1954)
- Si muero antes de despertar (1952)
- Romance en tres noches (1950)
- Danza del fuego (1949)
- El hijo de la calle (1949)
- Nace la libertad (1949)
- Rodríguez, supernumerario (1948)
- Juan Moreira (1948)
- Pelota de trapo (1948) ... Don Américo
- La senda oscura (1947)
- 27 millones (1947)
- El misterio del cuarto amarillo (1947)
- A sangre fría (1947)
- Las tres ratas (1946) ... Carlos
- Fuego en la montaña (1943)
- Un atardecer de amor (1943)
- La luna en el pozo (1942)
- Ponchos azules (1942)
- Tú eres la paz (1942)
- Hogar, dulce hogar (1941)
- Cita en la frontera (1940)
- Chimbela (1939)
- Ambición (1939)
- Senderos de fe (1938)
- El último encuentro (1938)
- Adiós Buenos Aires (1938)
- La vuelta de Rocha (1937)
- Besos brujos (1937)
- Muchachos de la ciudad (1937) .... Julio Eduardo
- Lo que le pasó a Reynoso (1937) .... Julián Reynoso
- Sol de primavera (1937)
- Santos Vega (1936)
- Ayúdame a vivir (1936) ... Julio
- Amalia (1936)
- Muñequitas porteñas (1931) ... Alberto
- Defiende tu honor (1930)
- Corazón ante la ley (1929)
- La mujer y la bestia (1928)
- La quena de la muerte (1928) (como Florentino Delbene)
- Federales y unitarios (1927)
- Muchachita de Chiclana (1926) (como Florentino Delbene)
- El lobo de la ribera (1926) (como Florentino Delbene)

Guionista
- Sol de primavera (1937)

## Televisión
- 1961: Ciclo de teatro universal.
- 1966: Mariana como Ezcurra padre.
- 1969: Ella y el amor, con Gloria Leyland, Héctor Fuentes y Graciela Pal.
- 1971: Aquellos que fueron .
- 1971/1974: Alta Comedia.[6]

## Radio
- 1938: La dama de las camelias.
- 1938: Margarita Gautier.
- 1940: LR3 - Audición "Leche de Magnesia Phillips", junto a Angelina Pagano.[7]

## Teatro
- El proceso de Mary Duggan (1965)